# Амулий
Аму́лий Си́львий (лат. Amulius Silvius) — легендарный царь Альба-Лонги (в Лации). Изображён тираном, отстранившим от власти старшего брата, убившим племянника и изнасиловавшим племянницу. Был убит Ромулом и Ремом.

## Биография
Амулий был младшим сыном тринадцатого альбанского царя Проки Сильвия. Он лишил власти своего старшего брата Нумитора и сам стал править Альба-Лонгой. Опасаясь мести, узурпатор решил извести род своего брата. Вначале Амулий пригласил Лавза, «взрослеющего сына» Нумитора, на охоту, где он заранее устроил засаду. Племянник был убит подручными царя, а виноватыми в его смерти объявили разбойников. Хотя Амулий и пытался скрыть правду о смерти Лавза, рассказы об убийстве ширились среди его подданных и дошли до Нумитора. Последний решил отложить месть за сына до подходящего случая. Дочь же Нумитора, Рею Сильвию, Амулий сделал весталкой, жрицей которая должна была оставаться девственницей. Однако, спустя четыре года, жрица забеременела от бога Марса. Согласно другой версии, её изнасиловал сам Амулий. Царь намеревался казнить весталку за нарушение обета целомудрия. Но за подругу заступилась единственный ребёнок Амулия — его дочь Анто. Девушки были ровесницами, вместе воспитывались и были очень близки, словно родные сёстры. Амулий уступил уговорам Анто, которую очень любил. Царь ограничился тем, что отправил племянницу в тюрьму, где она родила близнецов — Ромула и Рема, которые свергли и убили Амулия, а Нумитора вновь сделали царём.
Согласно Дионисию Галикарнасскому, Амулий правил в течение 42 лет. Роланд Ларош считал это число искусственным. Совместный срок правления последних царей из династии Сильвиев — Амулия и Нумитора (42+1=43) — идентичен сроку правления первых троянских царей в Италии — Энея и Аскания (5+38=43).
Также Ларош отмечал, что Амулий и Нумитор фигурировали в более старой легенде об основании Рима, ещё до включения туда Энея и формирования списка альбанских царей. Поэтому их имена, в отличие от имён других царей Альба-Лонги, сами по себе не имеют значений.
Историк Иван Нетушил отмечал, что мужские персонажи легенды об основании Рима, включая и Амулия, носят только одно имя, в отличие от других героев ранней истории Рима, носящих два имени.

## В кино
- 1961 — Ромул и Рем (Romolo e Remo) — худ. фильм, режиссёр — Серджо Корбуччи, Амулия играет Франко Вольпи